# Smicridea cariba
Smicridea cariba är en nattsländeart som beskrevs av Oliver S. Flint Jr. 1968. Smicridea cariba ingår i släktet Smicridea och familjen ryssjenattsländor. Inga underarter finns listade i Catalogue of Life.